# Vereinigte Kleinbasler
Die Vereinigten Kleinbasler, meist abgekürzt VKB, sind die älteste noch existierende Fasnachtsclique in Basel.

Die Fasnachtsclique besteht aus Tambouren, Tambourmajor, Pfeifern und einem Vortrab, welche zusammen an der Basler Fasnacht teilnehmen.

## Geschichte
Die Fasnachtsgesellschaft wurde 1884 durch den Zusammenschluss des Tambouren-Vereins Kleinbasel und des Basler Gewerbevereins als reine Männergesellschaft gegründet und als Name Vereinigte Kleinbasler gewählt. Der Anlass für die Gründung der VKB war unter anderem die im Gründungsjahr vom Quodlibet (Vorläufer des heutigen Fasnachts-Comitée) eingeführte Prämierung der Fasnachts-Züge. In der Hoffnung, eine möglichst hohe Bewertung zu erreichen schloss man sich zu einem gemeinsamen Zug zusammen. Die Rechnung ist voll aufgegangen. Die VKB erreichte die beste Prämierung mit dem zweiten Preis. Die strenge Jury hatte keinen ersten Preis vergeben, weshalb ist unklar.
Im Gegensatz zu heutigen Zügen begnügte man sich 1884 mit dem Bemalen des Gesichts und dem Tragen entsprechender Uniformen. Die heute als traditionell bezeichneten Larven wurden damals noch nicht getragen. Eine grosse Anzahl Reiter und von Pferden gezogene Wagen gehörten zum Erscheinungsbild des VKB-Zuges. Im Jahre 1885 zählte der Zug nicht weniger als sieben Wagen.
Im Jahre 1934 war die Gründung der Jungen Garde gefolgt von der Alten Garde im Jahre 1939. In den darauffolgenden fünf Jahren fand aufgrund des Zweiten Weltkriegs keine Fasnacht statt.
Kurz nach dem Krieg wurde 1949 mit den VKB-Binggis der vierte Zug ins Leben gerufen.
2007 wurde die Fasnacht der VKB von einem tödlichen Unfall überschattet, als am Mittwochnachmittag ein sechsjähriger Knabe der VKB Binggis von einem Waggiswagen überrollt wurde und kurz darauf seinen Verletzungen erlag. Nach Aussage des Comité war es der erste dokumentierte Unfall an der Basler Fasnacht bei dem ein aktiver Fasnächtler zu Tode kam. Der Unfall löste dementsprechend eine bisher nie dagewesene Welle von Mitgefühl- und Kondulationsbekundungen aus allen Reihen der Basler Fasnacht aus. Auf dem Unfallort, dem Barfüsserplatz, wurden von zahllosen Fasnächtlern und Passanten Blumen, Plüschtiere und Kerzen aber auch Larven, Trommelschlägel und Läckerli-Trommeln niedergelegt. Mittendrin stand eine VKB Steckenlaterne mit Trauerflor.

## VKB heute
Seit einer turbulenten Generalversammlung im Jahr 2004 ist auch Mädchen der Beitritt zu den Vereinigten Kleinbaslern möglich. Ein Quereinstieg von erwachsenen Frauen in Stammverein oder Alti Garde ist seit dem 1. Januar 2012 möglich.
Es gibt die Nachwuchsgruppen VKB-Binggis für die jüngsten Fasnächtler von 8–11 Jahren und die Junge Garde (12–17 Jahre), der Stamm (ab 18 Jahren) und die Alten Garde für ältere Mitglieder die eine gemächlichere Fasnacht vorziehen.